# 東京24区 (アニメ)
『東京24区』（とうきょうにじゅうよんく、TOKYO TWENTY FOURTH WARD）は、CloverWorks制作による日本のオリジナルテレビアニメ。2022年1月から4月までTOKYO MXほかにて放送された。
ストーリー構成および脚本を担当する下倉バイオは、本作が初めてアニメの脚本を担当する作品となる。

## あらすじ
東京24区、それは「極東法令外特別地区」と呼ばれる東京湾に浮かぶ人工島。2021年、宝小学校火災事件の1周年追悼ミサで、幼馴染のシュウタ、ラン、コウキの3人は再会する。ミサのあと、突如3人の電話が一斉に鳴る。相手は火災で死亡したはずのアスミだった。アスミはこれから起こる事件とどちらを選んでも犠牲者が出るトロッコ問題を伝え「未来を選択して」とせまる。3人は自身が信じるやり方で、どちらでもない犠牲者を出さない方法で事件を解決していく。やがて3人はアスミの正体を知る。

## 登場人物

### 主要人物
蒼生 シュウタ（あおい シュウタ）
声 - 榎木淳弥、京花優希（小学生時）
24区内にあるパン屋「蒼生ベーカリー」の息子。筋トレが日課で、運動神経が抜群。町を守るヒーロー"Mr.24"として活動していたが、今は実家のパン作りを手伝う日々。ラン・コウキとは幼馴染。髪の色は青。
朱城 ラン（あかぎ ラン）
声 - 内田雄馬、青山玲菜（小学生時）
24区で活躍するアーティスト集団「DoRed」のリーダー。インフルエンサーとして強い影響力を持っており、グラフティアートのライブ中継などを通じて自らのメッセージを伝えている。シュウタ・コウキとは幼馴染。髪の色は赤。メンバーであったクナイの行動によりリーダーとしてガイケイに追われる身となる。ゼロスという師匠がいる。
翠堂 コウキ（すいどう コウキ）
声 - 石川界人、松本沙羅（小学生時）
24区の名家「翠堂財閥」の跡取り息子。幼いころから英才教育を受け、常に冷静で、リーダー的な立ち位置を任されていた。シュウタ・ランとは幼馴染。髪の色は緑。
櫻木 まり（さくらぎ まり）
声 - 牧野由依
24区で人気のお好み焼き屋「いただき」の看板娘。しっかり者で、シュウタ・コウキ・ランとは幼馴染。お好み焼きの調理術は周囲から期待されるほどで自身の特製お好み焼き「まりスペシャル」（通称「まりスペ」）の開発に余念がない。

### 翠堂家
翠堂 アスミ（すいどう アスミ）
声 - 石見舞菜香
コウキの妹で、シュウタとランの幼馴染。とても明るく純粋で、3人のみならず、24区のみんなから好かれていた。1年前、宝小学校火災事件で死亡している。
翠堂 豪理（すいどう ごうり）
声 - 楠大典
コウキの父で、24区の区長を務める大物政治家。
翠堂 香苗（すいどう かなえ）
声 - 大原さやか
コウキとアスミの母親で、豪理の妻。小学校の教師を務め、ボランティアなども行っていた心優しい女性。実はKANAEシステムの基となったAIを設計した人物。
黒葛川 早紀子
声  - 生天目仁美
中央情報センターの研究主任にして、コウキのお目付け役。

### DoRed
きなこ
声 - 兎丸七海
町の銭湯「弓張湯」の番頭。ランに憧れてDoRedに入り、アーティスト活動を手伝っている男の娘。
クナイ
声 - 斉藤壮馬
DoRedの創設メンバーで、ランの右腕。ランとは幼いころからの友人。テロを行う。
ヤマモリ
声 - 伊丸岡篤
DoRedの用心棒。
ラッキー
声 - 喜多村英梨
DoRedに所属するアーティスト。

### 蒼生家
蒼生 桐子（あおい きりこ）
声 - 野中藍
シュウタの母。小柄で見た目が幼いため、実年齢より若く見える。
蒼生 留衣（あおい るい）
声 - 江頭宏哉
シュウタの父にして、「蒼生ベーカリー」店主。筋肉質で大柄な上にサングラスをかけているため、近寄りがたい風貌をしている。パリへ修行に行くほどの本格派。

### 櫻木家
櫻木 松子（さくらぎ まつこ）
声 - 遠藤綾
「いただき」の店主で、まりの母親。区内にできたモールに客を奪われたことで、苦しむ経営に頭を悩ませている。
デイジー
声 - 中根久美子
櫻木家の飼い犬。

### 外地警備隊
筑紫 渉
声 - 中村悠一
外地警備隊（通称「ガイケイ」）の隊員。ひょうひょうとした性格。シュウタからは「チクワ」と呼ばれている。
宍戸 花奈
声 - 花守ゆみり
外地警備隊の隊員で筑紫の後輩。気が強くしっかりとした性格。
進藤 薫
声 - 江頭宏哉
外地警備隊の隊員で筑紫・花奈の後輩。

### 白樺家
白樺 広樹
声 - 上田燿司
シュウタたちが通っていた高校時代の恩師。通称「カバ」。非常に面倒見がよく、卒業後も3人を気にかけている。しかし、竜巻に巻き込まれて死亡する。
白樺 梢
声 - 日高里菜
白樺の一人娘。とある事件で不登校となってしまっている。
白樺 美野里
声 - 大井麻利衣

## スタッフ
- 原作 - Team 24[3]
- 監督 - 津田尚克[3]
- 副監督 - 髙橋英俊[3]
- ストーリー構成・脚本 - 下倉バイオ[3]
- キャラクターデザイン原案 - 曽我部修司・ののかなこ（FiFS）
- キャラクターデザイン - 岸田隆宏[3]
- プロップデザイン - 髙田晃[3]
- グラフィックデザイン - 河原秀樹、添野恵[3]
- 美術設定 - 塩澤良憲[3]
- 美術監督 - 春日美波[3]
- 色彩設計 - 中島和子[3]
- 2Dデザイン - 久保田彩[3]
- 特殊効果 - 清水彩香[3]
- CGディレクター - 宮地克明[3]
- 撮影監督 - 佐久間悠也[3]
- 編集 - 三嶋章紀[3]
- 音響監督 - 岩浪美和[3]
- 音楽 - 深澤秀行[3]
- 音楽制作 - アニプレックス
- 音楽制作プロデューサー - 山内真治
- チーフプロデューサー - 瓜生恭子
- 企画プロデュース - 鳥羽洋典
- プロデューサー - 野村智香子、蔡愛蓮、東真央、北澤史隆、早野義人、外川明宏、田村智
- アニメーションプロデューサー - 木田和哉
- 制作統括 - 清水暁
- 制作 - CloverWorks[3]
- 製作 - 東京24区プロジェクト（アニプレックス、ABCアニメーション、BS11、TOKYO MX、メ〜テレ、ムービック、ニトロプラス）

## 主題歌
「Papersky」
Survive Said The Prophetによるオープニングテーマ。作詞はYosh、作曲はSurvive Said The Prophet。
「255,255,255」
蒼生シュウタ（榎木淳弥）、朱城ラン（内田雄馬）、翠堂コウキ（石川界人）によるエンディングテーマ。作詞・作曲・サウンドプロデュースは下村亮介。
「Find You」
Survive Said The Prophetによる挿入歌。作詞はYosh、作曲・編曲はSurvive Said The Prophet。

## 各話リスト
| 話数    | サブタイトル                       | 絵コンテ          | 演出                       | 作画監督 | 総作画監督        | 初放送日      |
| ------- | ---------------------------------- | ----------------- | -------------------------- | --- | ----------------- | ------------- |
| 第1話   | RGB                                | 津田尚克          | 津田尚克 髙橋英俊 安川央里 | 森藤希子 藤澤俊幸 ハンミンギ 野々下いおり 清水陽一 清水裕輔 伊藤公規 田村里美                                                                                 | 伊藤公規 田村里美 | 2022年 1月6日 |
| 第2話   | セピア・グラフィティ               | 津田尚克          | 伊福覚志                   | Cindy H.Yamauchi 張昀 柳瀬譲二 野々下いおり 清水陽一 森藤希子                                                                                                 | 髙田晃            | 1月13日       |
| 第3話   | 朝には紅顔ありて                   | 三浦貴博          | 児玉亮                     | 前澤弘美 山村俊了 渡辺浩二 正木優太 関口亮輔 江崎稔 | まじろ            | 1月20日       |
| 第4話   | 鈍色の街                           | 牛嶋新一郎        | 牛嶋新一郎                 | 森藤希子 野々下いおり 清水陽一 駒本藍子 柳瀬譲二 前澤弘美 藤澤俊幸 張昀 慧敏 明光                                                                             | 伊藤公規          | 1月27日       |
| 第5話   | レッドライン                       | 三浦貴博          | 髙橋英俊                   | 笹川弥幸 劉淯源 関口亮輔 野々下いおり 森藤希子 清水陽一 清水裕輔 柳瀬譲二 岡崎洋美 張昀 慧敏 明光 ラッドプラス                                                | 髙田晃            | 2月3日        |
| 第6話   | 翠花の下に                         | 山本茶々          | 佐沼ケン                   | 池田結姫 水竹修治 耳浦朋彰 大塚八愛 | まじろ            | 2月10日       |
| 第7話   | 黄金サンライズ                     | 髙橋英俊 安川央里 | 嘉村敬                     | 清水陽一 張昀 関口亮輔 柳瀬譲二 森藤希子 野々下いおり 伊藤公規 浅尾遥 ラッドプラス 光の園・アニメーション                                                     | 伊藤公規          | 2月24日       |
| 第8話   | 黒い霧                             | 三浦貴博          | 向山鶴美                   | 筱田優 中谷藍 野々下いおり 清水裕輔 関口亮輔 清水陽一 森藤希子 前澤弘美 張昀 柳瀬譲二 髙田晃 ラッドプラス 光の園・アニメーション                              | 髙田晃            | 3月3日        |
| 第9話   | シルバーソルト                     | 今井友紀子        | 今井友紀子                 | 前澤弘美 正木優太 池津寿恵 迫江沙羅 豊増隆寛 中熊太一 関口亮輔 柳瀬譲二 森藤希子 清水陽一 三浦龍 清水裕輔 野々下いおり 張昀 まじろ                            | まじろ            | 3月10日       |
| 第9.5話 | Reversal film                      | -                 | -                          | - | -                 | 3月17日       |
| 第10話  | 仮面の告白                         | 伊藤智彦          | 児玉亮                     | 山名秀和 川添亜希子 森藤希子 清水陽一 張昀 野々下いおり 柳瀬譲二 伊藤公規 スタジオマスケット                                                                  | 伊藤公規          | 3月24日       |
| 第11話  | アディティブ・カラー・ミクスチャー | 安川央里          | 安川央里                   | 笹川弥幸 劉淯源 岡崎洋美 前澤弘美 清水裕輔 清水陽一 森藤希子 柳瀬譲二 関口亮輔 浅尾遥 野々下いおり 張昀 光の園・アニメーション                                | -                 | 3月31日       |
| 第12話  | 青春24区                           | 三浦貴博          | 髙橋英俊 三浦貴博          | 髙橋道子 本多みゆき 澤井真紀 伊藤美奈 清水裕輔 森藤希子 関口亮輔 野々下いおり 清水陽一 前澤弘美 張昀 柳瀬譲二 篁馨 まじろ ラッドプラス 光の園・アニメーション | まじろ            | 4月7日        |

## 放送局
| 放送期間                                                                  | 放送時間                     | 放送局         | 対象地域   | 備考                                 |
| ------------------------------------------------------------------------- | ---------------------------- | -------------- | ---------- | ------------------------------------ |
| 2022年1月6日 - 4月7日                                                     | 木曜 0:30 - 1:00（水曜深夜） | TOKYO MX       | 東京都     | 製作参加                             |
|                                                                           |                              | とちぎテレビ   | 栃木県     |                                      |
|                                                                           |                              | 群馬テレビ     | 群馬県     |                                      |
|                                                                           |                              | BS11           | 日本全域   | 製作参加 / BS放送 / 『ANIME+』枠     |
|                                                                           | 木曜 2:11 - 2:41（水曜深夜） | メ〜テレ       | 中京広域圏 | 製作参加                             |
|                                                                           | 木曜 2:14 - 2:44（水曜深夜） | 朝日放送テレビ | 近畿広域圏 | 『水曜アニメ〈水もん〉』第1部        |
| 2022年1月9日 - 4月11日                                                    | 日曜 21:00 - 21:30           | AT-X           | 日本全域   | CS放送 / 字幕放送 / リピート放送あり |
| 初回は1時間スペシャルとして放送され、最速放送局は30分前倒して放送された。 |                              |                |            |                                      |

| 配信開始日                                             | 配信時間                     | 配信サイト |
| ------------------------------------------------------ | ---------------------------- | --- |
| 2022年1月6日                                           | 木曜 0:30 - 1:00（水曜深夜） | ABEMA |
| 2022年1月8日                                           | 土曜 12:00 更新              | dアニメストア （本店・ニコニコ支店・for Prime Video） ニコニコチャンネル GYAO! バンダイチャンネル Hulu J:COMオンデマンド TELASA milplus ひかりTV FOD U-NEXT アニメ放題 Amazon Prime Video TVer |
|                                                        | 土曜 23:30 - 日曜 0:00       | ニコニコ生放送 |
| ABEMAのみ初回は1時間スペシャルとして30分前倒して配信。 |                              | |

## BD / DVD
| 巻 | 発売日        | 収録話          | 規格品番      | 規格品番      |
| 巻 | 発売日        | 収録話          | BD限定版      | DVD限定版     |
| -- | ------------- | --------------- | ------------- | ------------- |
| 1  | 2022年3月23日 | 第1話           | ANZX-16241/2  | ANZB-16241/2  |
| 2  | 2022年4月27日 | 第2話 - 第4話   | ANZX-16243/4  | ANZB-16243/4  |
| 3  | 2022年7月27日 | 第5話 - 第7話   | ANZX-16245/6  | ANZB-16245/6  |
| 4  | 2022年8月31日 | 第8話 - 第10話  | ANZX-16247/8  | ANZB-16247/8  |
| 5  | 2022年9月28日 | 第11話 - 第12話 | ANZX-16249/50 | ANZB-16249/50 |

## Webラジオ
『東京24区 未来を選択するラジオ」が、音泉にて2022年1月13日から4月7日まで隔週木曜日に配信。パーソナリティは翠堂アスミ役の石見舞菜香。加えてその他のキャストがマンスリーパーソナリティを務める。

## 反響
本作の制作発表後、同名タイトルのBLゲームが存在することが指摘され、SNS上ではファンの動揺が広がった。ゲーム制作元のHolicWorksは2021年11月4日、公式サイトで「弊社と当該のアニメに関しましては一切の関係がございません」「多大なご心配とご迷惑をおかけしましたことをお詫び申し上げます」とコメントを発表した。